# س. كارول مارش
س. كارول مارش (بالإنجليزية: C. Carroll Marsh)‏ هو ضابط أمريكي، (ولد في أوسويغو في الولايات المتحدة 1829  م).